# 쿠미크인

쿠미크인의 기

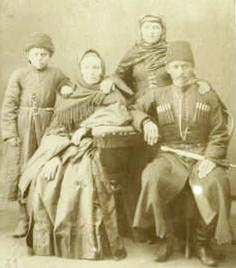
쿠미크인 가족

쿠미크인(러시아어: Кумы́ки, 쿠미크어: къумукълар)은 다게스탄 공화국에 거주하는 투르크계 민족으로, 일부는 북오세티야 공화국의 모즈도크스키 군, 체첸 공화국에 거주한다.
쿠미크인들은 쿠미크어를 사용한다. 쿠미크인들은 방언에 따라 부이낙스키(буйнакский), 카이탁스키(кайтагский), 프레드고르니(предгорный), 테르스키(терский), 하사뷰르톱스키(хасавюртовский)로 나뉜다.
- 인구: 267,500명 (다게스탄 공화국 전체 인구의 12.9%)

## 러시아의 쿠미크인 인구
| 거주 지역           | 2002년 인구 조사 (*보관됨 2012-01-26 - 웨이백 머신) |
| ------------------- | --------------------------------------------------- |
| 다게스탄 공화국     | 365,8                                               |
| 북오세티야 공화국   | 12,7                                                |
| 튜멘 주             | 12,3                                                |
| 한티만시 자치구     | 9,6                                                 |
| 야말로네네츠 자치구 | 2,6                                                 |
| 체첸 공화국         | 8,9                                                 |
| 스타브로폴 지방     | 5,7                                                 |
| 모스크바            | 1,6                                                 |
| 아스트라한 주       | 1,4                                                 |
| 로스토프 주         | 1,3                                                 |